# Breakthrough Initiatives
Breakthrough Initiatives — заснована в 2015 році Юрієм Мільнером і його дружиною Юлією програма наукових і технологічних досліджень проблеми життя у Всесвіті, зокрема, питань про унікальність розумного життя на Землі, населеності світів у Чумацькому Шляху і міжзоряних перельотах. Завданнями є дослідження Всесвіту, пошук наукових свідчень позаземного життя, а також глобальна наукова дискусія на ці теми.
Про запуск проєкту було оголошено 20 липня 2015 року (у 46-ту річницю польоту «Аполлона» на Місяць) на засіданні Лондонського Королівського товариства. Ідейний натхненник проєкту — Стівен Гокінг; також беруть участь такі відомі діячі, як:
- Френк Дрейк — засновник SETI, автор Послання Аресібо і знаменитого рівняння, названого його ім'ям, професор в Каліфорнійському Університеті в Санта-Крузі;
- Мартін Джон Ріс — космолог і астрофізик, Президент Лондонського Королівського товариства, викладач в Трініті Коледжі ;
- Джеффрі Марсі — професор астрономії Каліфорнійського університету в Берклі, рекордсмен за кількістю відкритих екзопланет (в жовтні 2015 року залишив проєкт і Каліфорнійський університет в Берклі  );
- Піт Уорден — астрофізик, колишній директор Дослідницького центру Еймса ;
- Енн Друян — письменник, сценарист і продюсер, остання дружина Карла Сагана ;
- Ден Вертімер — керівник програм пошуку позаземного життя SETI@home і SERENDIP ;
- Ендрю Симион — астробіолог, керівник дослідницького центру SETI;

В рамках програми оголошені ініціативи:
- Breakthrough Listen — програма астрономічних спостережень в пошуках свідчень розумного життя за межами Землі . Планується повний огляд 1 млн найближчих зірок в площині і центрі нашої Галактики, а також 100 найближчих Галактиках в пошуках штучних сигналів в радіо- і оптичному діапазонах. Всі дані повинні бути відкриті для загального доступу. Вартість програми — 100 млн доларів.
- Breakthrough Message — конкурс на краще послання, яке представляє Землю, життя і людство гіпотетичної позаземної цивілізації. Головний приз — 1 млн доларів. Мета — ініціювати глобальну відкриту дискусію на тему етичної сторони предмета.
- Breakthrough Starshot — програма досліджень і розробок, спрямована на доказ концепції нової технології космічного польоту ультралегкою непілотованою конструкцією зі швидкістю 20 % швидкості світла і закладення основи пролітної місії до системи Альфа Центавра протягом життя одного покоління. Вартість програми — 100 млн доларів.